# أحمد عادل عبد المنعم
أحمد عادل عبد المنعم علي (10 أبريل 1987) حارس مرمى كرة قدم مصري يلعب في النادي الإسماعيلي وفي منتخب مصر لكرة القدم هو ابن الحارس عادل عبد المنعم حارس مرمى النادي الأهلي والمصري اسمه المستعار بودا ومنتخب مصر وترتيبه الثالث بين إخوته.
و أحمد عادل شارك في عدة مباريات ومواسم اهمها موسم الدوري المصري (2010-2011) بعد إصابة الحارسين شريف اكرامي ومحمود أبو السعود.

## مسيرته الكروية

### بداياته
يعتبر أحد نجوم الأهلي الذين اعتادوا على حصد البطولات منذ الصغر، بعد أن تدرجوا في فرق الناشئين الأهلاوية، ولم يغادر اللاعب ناديه سوى للانضمام لصفوف المنتخبات الوطنية فقط.

انضم لصفوف الفريق الأول للنادي الأهلي قادمًا من فريق الشباب 19 سنة في يونيو 2007 ، ولكن كانت أولى مشاركاته في 10 أبريل 2008 في الجولة الثالثة والعشرين من الدوري عندما نزلًا بديلًا لأمير عبد الحميد في الشوط الثاني.

### الأهلي
اشتُهر لدى جماهير الأهلي في موسم 2009–2010 في مباراة الإنتاج الحربي عندما رفض الخروج من المباراة، رغم تعرضه لكسر مضاعف في الأنف وأوقف الحكم المباراة لتعرض الحارس لنزيف وطلب منه الخروج، إلا أنه أصر على استكمال المباراة.

وظهر بشكل ملحوظ في موسم 2010–2011 ، حين أصبح الحارس الوحيد بالفريق بعد إصابة الحارسين الأساسيين في وقت واحد.

وفي مباراة سيوي سبورت في نهائي الكونفدرالية 2014 ظهر عقب نزوله بديلًا لشريف إكرامي المصاب، وكشفت الفحوصات الطبية التي أجراها الحارس عقب المباراة أنه كان يلعب وهو مصابٌ بتمزق في العضلة الأمامية مما أدى إلى تفاقم الإصابة ونال وقتها إشادة الجميع خاصة جماهير النادى التي وصفته بـ(البطل).

وحصل على فرصته في اللعب بعد فترة غياب طويلة عندما حل بديلًا لشريف إكرامي في مباراة الأهلي أمام الإفريقى التونسي في إياب دور الـ 16 المكرر للكونفدرالية، التي فاز بها الأهلي 5–4 بضربات الترجيح، لتعيد إلى أذهان الجماهير مباراة نهائي الكونفدرالية.

وعلى الرغم من جلوسه على دكة البدلاء لفترة طويلة، إلا أنه دائمًا ما ينال ثقة المدربين الذين يتولون قيادة الفريق ويعتمدون عليه في اللحظات الحاسمة دون تردد.

بدايته الأفريقية مع الأهلي بدأت عام 2008 كبديل، ولعب فقط طوال ست سنوات 17 مباراة أفريقية مع الأهلي، أولها كان أمام أسيك الإيفواري في آخر مباريات دور المجموعات في دوري أبطال أفريقيا عام 2008 ، وتلقت شباكه خلال المباراة هدفين، وانتهت المباراة بالتعادل الإيجابي 2–2 في القاهرة . واهتزت شباكه 17 مرة بمعدل هدف واحد في كل مباراة خاضها في بطولات أفريقيا، وآخر هدفين في مرماه كانا في لقاء ذهاب كأس الكونفيدرالية أمام سيوي سبورت الإيفواري أيضًا، ولم تهتز شباكه في لقاء العودة الذي سجل فيه عماد متعب هدف الفوز بالبطولة، بعدما لعب بعض فترات الشوط الثاني مصابًا، ورفض أن يُستبدل لكي لا يخسر الأهلي تغييرًا هامًا، خاصةً قرب نهاية اللقاء.

وكانت أغزر مشاركاته في بطولة دوري الأبطال عام 2011 ، حين لعب أساسيًا في 10 مباريات، وهي البطولة التي غادرها الأهلي مبكرًا من دور المجموعات، عندما احتل المركز الثالث في مجموعته، واهتزت شباكه وقتها 7 مرات، وفاز فيها مع الأهلي في ثلاث مباريات فقط، في حين تعادل في 5 مباريات وخسر اثنتين.

وفاز مع الأهلي بلقب دوري أبطال 2008 بعدما شارك في مباراة واحدة، وفاز بالكونفيدرالية بعد المشاركة في مباراتين بالدور النهائي، في حين حصل على 5 ألقاب أخرى كبديل فقط، وهي دوري الأبطال مرتين وثلاث بطولات لكأس السوبر.

## إحصائيات مشاركاته
آخر تحديث في 2 نوفمبر 2017

### مع الأندية
| الفريق | الموسم    | الدوري  | الدوري | الكأس   | الكأس | البطولات القارية | البطولات القارية | الإجمالي | الإجمالي |
| الفريق | الموسم    | مشاركات | أهداف  | مشاركات | أهداف | مشاركات          | أهداف            | مشاركات  | أهداف    |
| ------ | --------- | ------- | ------ | ------- | ----- | ---------------- | ---------------- | -------- | -------- |
| الأهلي | 2007–2008 | 6       | 0      | 0       | 0     | 1                | 0                | 7        | 0        |
| الأهلي | 2008–2009 | 0       | 0      | 0       | 0     | 0                | 0                | 0        | 0        |
| الأهلي | 2009–2010 | 23      | 0      | 0       | 0     | 4                | 0                | 27       | 0        |
| الأهلي | 2010–2011 | 16      | 0      | 0       | 0     | 10               | 0                | 26       | 0        |
| الأهلي | 2011–2012 | 1       | 0      | 0       | 0     | 0                | 0                | 1        | 0        |
| الأهلي | 2012–2013 | 0       | 0      | 0       | 0     | 0                | 0                | 0        | 0        |
| الأهلي | 2013–2014 | 2       | 0      | 0       | 0     | 2                | 0                | 4        | 0        |
| الأهلي | 2014–2015 | 10      | 0      | 1       | 0     | 2                | 0                | 13       | 0        |
| الأهلي | 2015–2016 | 8       | 0      | 5       | 0     | 6                | 0                | 19       | 0        |
| الأهلي | 2016–2017 | 1       | 0      | 0       | 0     | 0                | 0                | 1        | 0        |
| الأهلي | الإجمالي  | 67      | 0      | 6       | 0     | 25               | 0                | 98       | 0        |

## الألقاب

### الأهلي
- الدوري المصري الممتاز (6 مرات): 2007–2008 ، 2009–2010 ، 2010–2011 ، 2013–2014 ، 2015–2016 ، 2016–2017
- كأس السوبر المصري (4 مرات): 2007 ، 2010 ، 2014 ، 2015
- دوري أبطال أفريقيا (مرة واحدة): 2008
- كأس الاتحاد الأفريقي (مرة واحدة): 2014
- كأس السوبر الأفريقي (مرة واحدة): 2014

## الروابط الخارجية
- أحمد عادل عبد المنعم على موقع الاتحاد الدولي (مؤرشف)  (الإنجليزية)
- أحمد عادل عبد المنعم على موقع قاعدة بيانات كرة القدم.إي يو (الإنجليزية)
- أحمد عادل عبد المنعم على موقع Soccerway.com (الإنجليزية)